# Vladimir Petrovitch Gorbounov
Pour les articles homonymes, voir Gorbounov.
Vladimir Petrovitch Gorbounov (en russe : Владимир Петрович Горбунов), né en 1903 à Zhuravna, dans l’oblast de Moscou, alors dans le Gouvernement de Toula, empire russe, et mort le 29 juillet 1945 à Moscou, était un ingénieur aéronautique soviétique. Il est surtout connu pour sa collaboration avec Semion Alekseïevitch Lavotchkine et Mikhaïl Ivanovitch Goudkov au sein du bureau d’études (OKB) 301. Les avions conçus par le trio au début des années 1940 portaient le sigle LaGG, pour Lavotchkine-Gorbounov-Goudkov. 